# El Calafate
Pour les articles ayant des titres homophones, voir Calafat et Kalafat.
El Calafate est une ville de la province de Santa Cruz, en Argentine, et le chef-lieu du département de Lago Argentino. Elle est située en Patagonie argentine, près de la rive sud du lac Argentino et à 256 km au nord-ouest de Rio Gallegos. Sa population en croissance rapide s'élevait à 6 143 habitants en 2001 et 21 132 en 2014.

## Toponymie
El Calafate doit son nom à un arbuste épineux caractéristique du sud de la Patagonie, le Berbéris à feuilles de buis, à fleurs jaunes, qui donne des baies de couleur bleu-noir, et dont le nom est un vocable d'origine tehuelche.

## Géographie

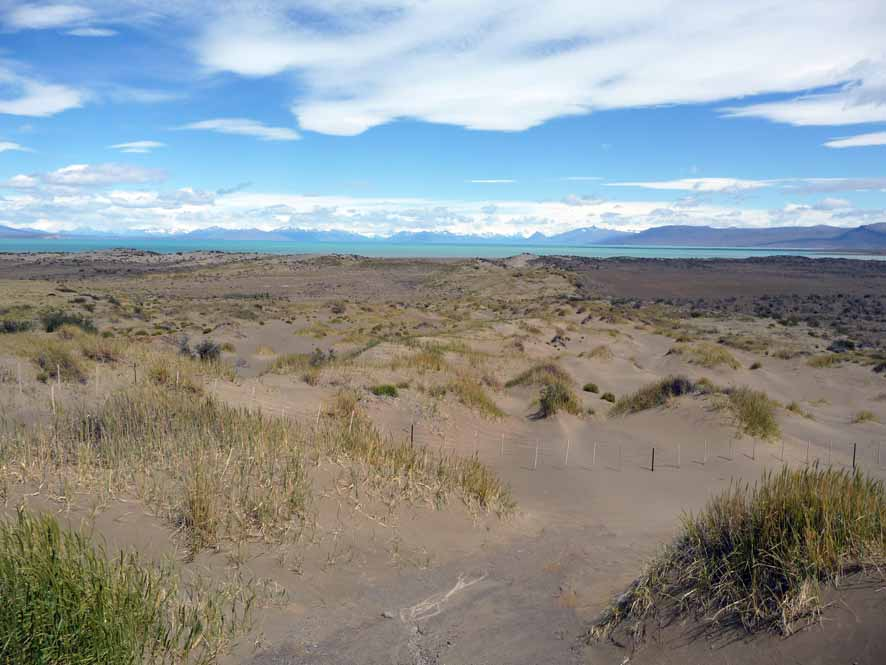
Paysage patagonien « typique ».

El Calafate doit sa notoriété au fait d'être la localité la plus proche, donc la porte d'accès, du parc national Los Glaciares (avec ses environs de grande importance touristique comme le glacier Perito Moreno ou le mont Fitz Roy). L'intendance du parc se trouve à El Calafate.
Dans les environs d'El Calafate se trouvent la ville minière de Río Turbio et le centre de sports d'hiver Julia Dufour, ainsi que la réserve naturelle Los Desmochados.

## Climat
Le climat est froid et sec, avec une amplitude thermique annuelle peu marquée. La moyenne des températures de janvier (été austral) est de 13 °C pouvant atteindre exceptionnellement les 28 °C. En juillet, la moyenne est de 1 °C avec des minima absolus de −12 °C. Les précipitations sont de l'ordre de 200 mm annuellement.

## Histoire

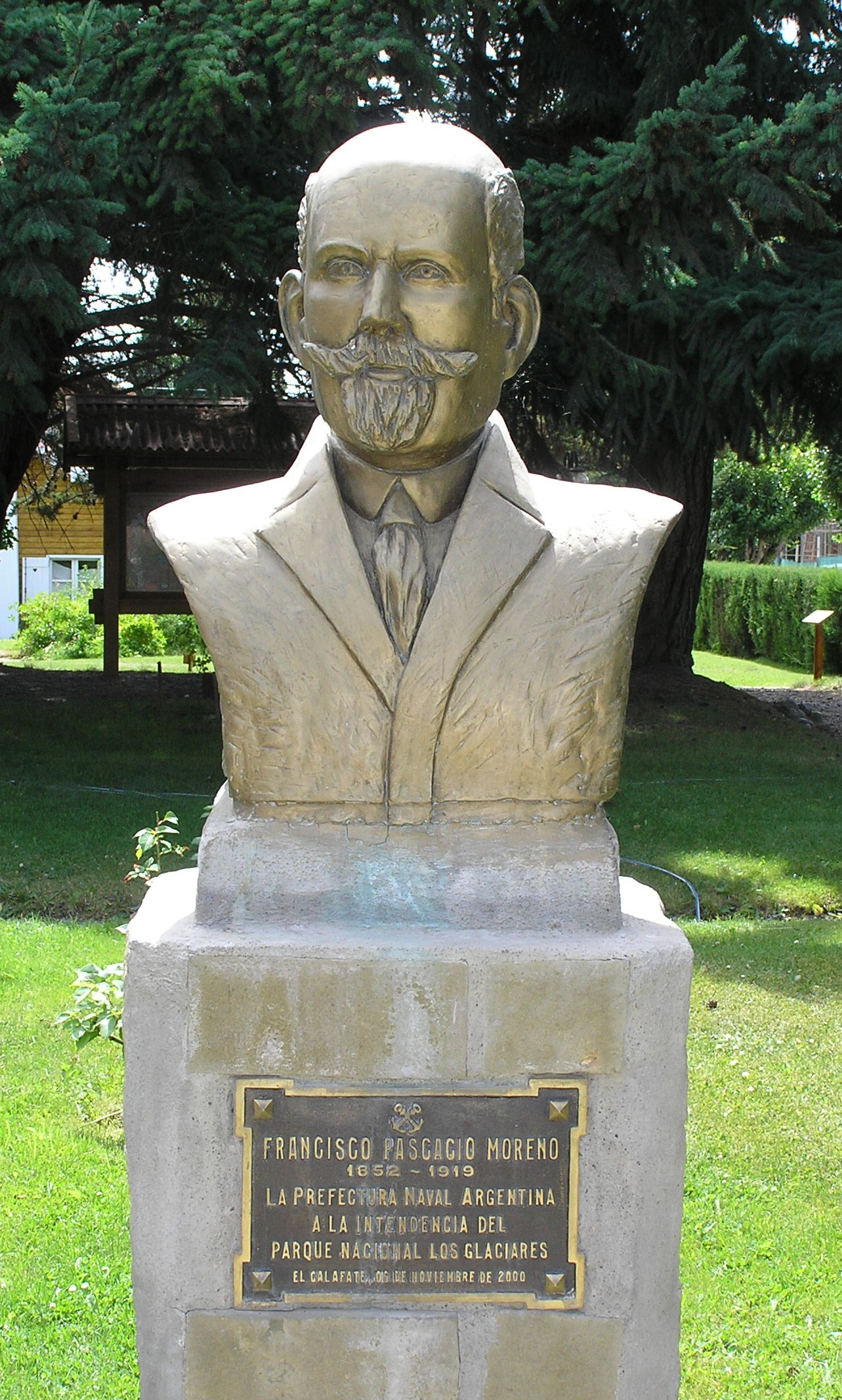
Le buste de Perito Moreno dans la ville

El Calafate est née dans les premières décennies du XXe siècle. Ce ne fut d'abord qu'un point d'approvisionnement des transports de laine, qui se faisaient en charrette depuis les estancias de la région. Elle fut officiellement fondée en 1927 par le gouvernement argentin, afin de consolider le peuplement de la région.
En 1943 commencèrent les travaux de construction de l'intendance du parc national Los Glaciares (terminés en 1946). La localité ne comptait alors qu'une centaine d'habitants permanents.
L'ex-président argentin Néstor Kirchner, originaire de la province, est mort à El Calafate, le 27 octobre 2010 où il possédait une estancia.

## Population
Elle comptait 6 143 habitants en 2001 (source: INDEC) (3 100 en 1991), mais avec l'explosion du tourisme et de l'urbanisation de la zone, la population est estimée en 2014 à 21 132 habitants.

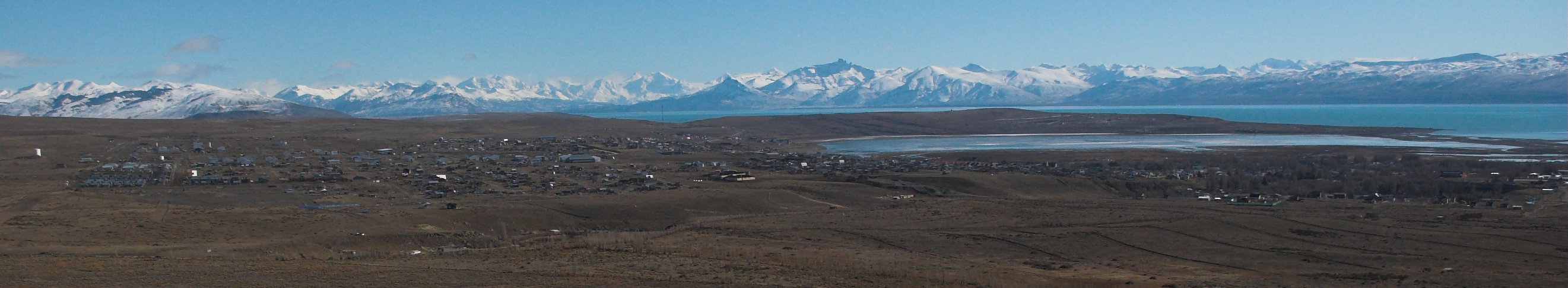
Vue panoramique d'El Calafate et du lac Argentino, avec les Andes de Patagonie en toile de fond (le sud est à gauche).

## La faune
Dans les environs d'El Calafate, on rencontre une faune abondante et diversifiée :
- Mammifères : le huemul ou cerf du sud andin, le lièvre européen, le mara ou lièvre de Patagonie, le renard de Magellan, le renard gris d'Argentine, le guanaco, la mouffette et le petit tatou ou pichi.
- Oiseaux : le condor des Andes, le buse aguia, le caracara huppé, le nandou de Darwin, le vanneau téro, l'ibis mandore, le cygne à cou noir et le flamant.

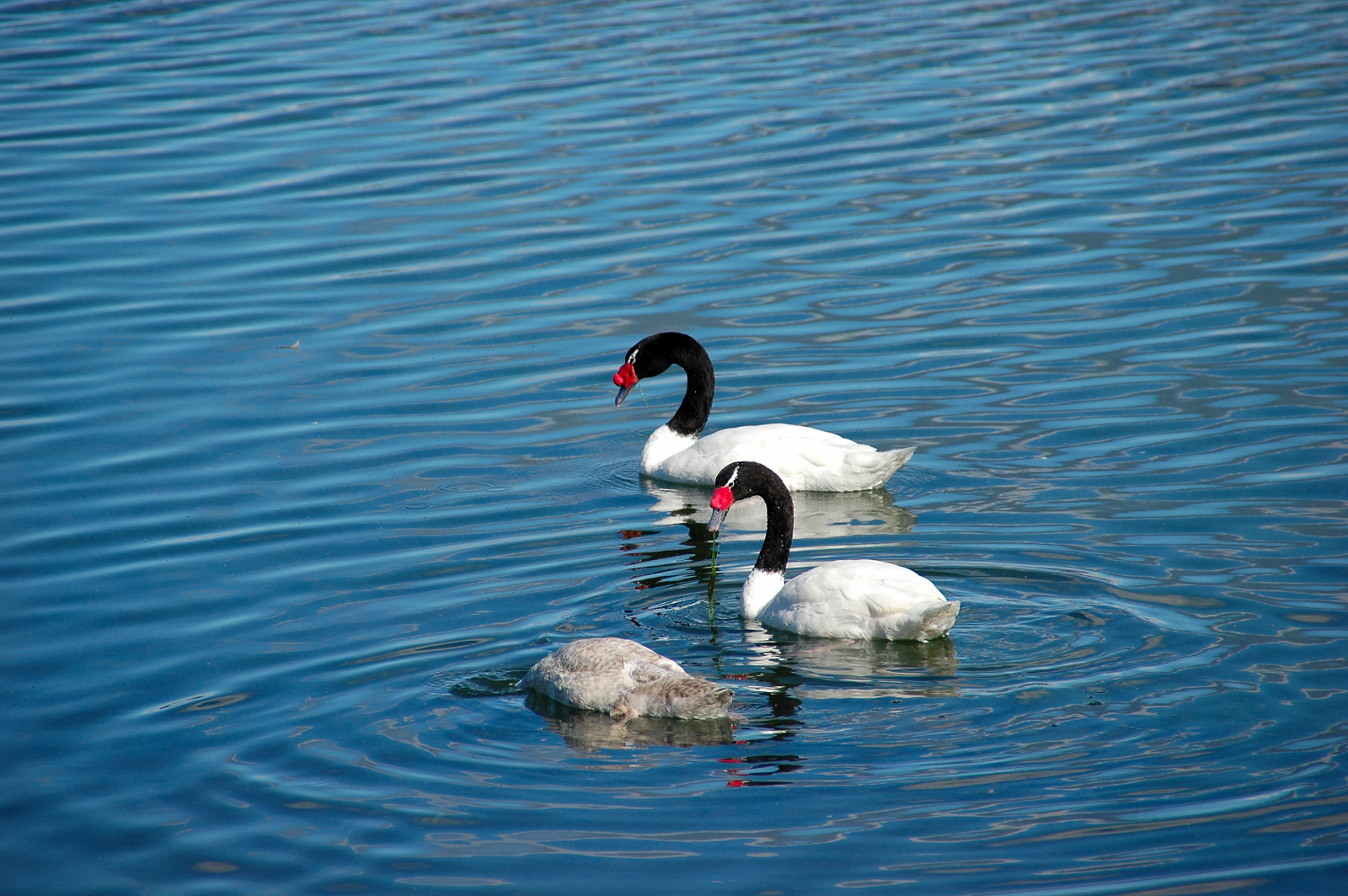
Le cygne à cou noir
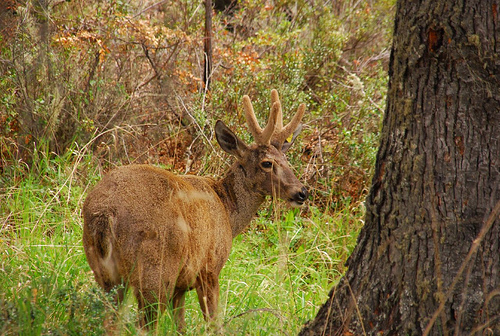
Un cerf du sud andin ou huemul mâle

## Communications
El Calafate est desservie par l'aéroport international Comandante Armando Tola (inauguré en 2001), situé à 23 km à l'est de la ville, tout près de la route provinciale no 11, qui unit El Calafate et Río Gallegos.